# براندان دالي
براندان دالي (بالإنجليزية: Brendan Daly) هو مدرب رياضي أمريكي، ولد في 10 سبتمبر 1975.